# Мусевени, Йовери Кагута
Йове́ри Кагу́та Мусе́вени Тибухабу́рва (англ. и суахили Yoweri Kaguta Museveni Tibuhaburwa, род. 15 сентября 1944, Нтунгамо, район Мбарра,  Протекторат Уганда) — угандийский политический, государственный и военный деятель, президент Уганды с 1986 года.

## Ранние годы
Йовери Кагута родился 15 сентября 1944 года в семье крупного землевладельца в Нтунгамо (Анкола, Западная Уганда). По отцовской линии принадлежит к аристократической касте племени анколе — бахима. Прозвище Мусевени он получил в память о братьях отца, которые участвовали во Второй мировой войне. «Мусевени» — это форма единственного числа (множ. ч. «абасевени») — так называли угандийских солдат седьмого батальона Королевских африканских стрелков.
Получил начальное образование в школе Кайамт, среднее — в школах Мбарара и Нтаре. Приблизительно в это время Йовери стал евангельским христианином. Начал учёбу в университете Макерере, но в 1967 году отправился в Танзанию, где поступил в университет Дар-эс-Салама на факультет экономики и политологии. Во время обучения в университете проникся идеями марксизма, одновременно вовлекаясь в деятельность радикальных панафриканистов. Во время учёбы отправился на войну в Мозамбик, где примкнул к партизанам ФРЕЛИМО и познакомился с методами партизанской войны.
Завершив обучение, юноша вернулся в Кампалу в 1970 году, где вскоре стал чиновником в канцелярии Милтона Оботе. Однако, после того как в 1971 году генерал Иди Амин в результате военного переворота захватил власть, бежал из страны в соседнюю Танзанию. Там работал лектором в одном из колледжей северотанзанийского города Моши.

## Повстанческая деятельность
Провал в 1972 году операции, предпринятой против диктатора Иди Амина с территории Танзании, побудил его создать своё собственное движение — Фронт национального спасения (ФРОНАСА), бойцы которого стали повышать боевую квалификацию в Мозамбике.
В 1978 году Иди Амин без объявления войны начал военные действия против Танзании. Потерпев сначала поражения, танзанийская армия вскоре перешла в контрнаступление и выбила аминовские войска со своей территории. Президент Танзании Д. Ньерере решил продолжить войну до победного конца, и танзанийская армия вступила на территорию Уганды. В самой Уганде несколько антиаминовских групп, в том числе ФРОНАСА, выступили единым фронтом на стороне Танзании и 14 апреля их объединённые войска взяли Кампалу; Иди Амин бежал из страны. После падения режима Й. Мусевени стал министром обороны, министром регионального сотрудничества и вице-председателем военной комиссии. Стал самым молодым министром в правительстве Юсуфа Луле, а затем и Милтона Оботе. Многие бойцы ФРОНАСА вошли в состав сформированной новой угандийской армии, сохранив при этом верность Мусевени.
В следующем году в стране прошли первые за 20 лет всеобщие выборы, которые, однако, были сфальсифицированы партией М. Оботе — Народным конгрессом Уганды (по итогам выборов партия Мусевени Угандийское патриотическое движение получила лишь одно место в парламенте). В ходе предвыборной кампании Мусевени предупредил Оботе, что если выборы будут сфальсифицированы, то он начнёт вооружённую борьбу против нового режима. Когда возглавляемая им партия потерпела поражение на выборах, он объявил, что результаты были подтасованы и решил начать вооружённую борьбу.

## Гражданская война
6 февраля 1981 года Й. Мусевени и несколько его сторонников объявили о создании Народной армии сопротивления (НАС), начав вооружённую борьбу против правительства. В этот день около 40 бойцов НАС, имея не более 27 винтовок, под командованием своего командира атаковали казармы Кабамбе в округе Мубенде на востоке страны, застав врасплох правительственные войска. В июле того же года НАС, слившись с отрядами сторонников Юсуфа Луле, становится Национальным движением сопротивления (НДС). В стране началась гражданская война.
Бойцы НДС в основном действовали в сельских районах страны, особенно в центральной и западной Буганде, а также в западных районах Анколы и Буньоро. В борьбе с повстанцами армия развернула террор против мирного населения (действия правительственных войск напоминали карательные рейды аминовской армии). Ответственность за нарушение прав человека и преступления в ходе гражданской войны также несёт и НДС, которое использовало наземные мины и детей в качестве солдат во время войны.
27 июля 1985 года генерал Тито Окелло Лутуа осуществил военный переворот и сверг правительство М. Оботе. Окелло предложил всем оппозиционным движениям прекратить вооружённые действия и войти в состав правительства национального единства. Й. Мусевени принял решение начать переговоры с новым правительством. Несмотря на это правительственные войска продолжали зверствовать в сельских районах страны в целях подорвать поддержку повстанцев со стороны мирного населения. Осенью в Найроби при посредничестве кенийского президента Даниэля Арап Мои между правительством Окелло и НДС прошли мирные переговоры, результатом которых стало подписание в декабре мирного договора о прекращении огня. Однако вскоре НДС разорвало мирное соглашение и продолжило боевые действия против правительственных войск.
В начале января 1986 года НДС начало наступление на Кампалу. Правительственные войска в спешном порядке начали отступать, бросая вооружение и технику, а также оставляя укреплённые позиции. 24 января повстанцы вступили и 27-го полностью завладели Кампалой. Войска, верные Окелло, отступили на север и восток. 29 января Й. Мусевени был провозглашён новым президентом страны.
После взятия г. Аруа на севере страны в начале апреля 1986 года Й. Мусевени объявил об окончании многолетней гражданской войны.

## Президент
В своём первом официальном выступлении Й. Мусевени пообещал, что его правительство будет находиться у власти в течение четырёхлетнего переходного периода, пока не будет разработана новая конституция и не пройдут выборы. Он заявил, что его правительство будет уважать права человека и не будет использовать армию как инструмент для запугивания населения. Своей целью он поставил борьбу с коррупцией и поднятие экономики страны. В первое правительство вошли представители всех политических партий.
Созданная в 1986 году партия Движение национального сопротивления, лидером которой он стал, подчеркивала, что в отличие от прежних партий, созданных на религиозной и этнической основе, их организация открыта для всех угандийцев. По его указанию во всех деревнях были созданы советы сопротивления (ныне местные советы). Также в стране была запрещена многопартийная система.
В 2005 году многопартийная система была восстановлена, что не имело никаких последствий для личной власти президента. Правящая партия НДС контролирует большинство мест в парламенте, при этом её депутаты часто становятся объектами критики президента. Как организация, НДС была и остаётся слабой структурой, несмотря на доминирование в парламенте.

### Выборные кампании
Первые выборы во время правления Мусевени состоялись 9 мая 1996 года. Он победил Пола Семогерере от Демократической партии и кандидата — самовыдвиженца Мохаммеда Майянджа. Мусевени получил 75,5 % голосов при явке на выборы свыше 70 % населения. Хотя международные и местные наблюдатели признали голосование законным, оба проигравших кандидата не признали результаты. Мусевени был приведён к присяге в качестве президента 12 мая 1996 года. Главным его обещанием было восстановление безопасности и экономической стабильности для большей части страны.
Вторично президентские выборы были проведены в 2001 году. Президент победил своего конкурента доктора Киззу Бесидже, набрав 69 % голосов. Доктор Бесидже был близок к Мусевени во время борьбы с Милтоном Оботе, работая доктором в его Народной армии сопротивления. Однако они стали главными конкурентами незадолго до президентских выборов.
Бесидже попытался оспорить результаты выборов в Верховном суде. Суд постановил, что во время выборов были допущены нарушения, но признал результаты, посчитав, что нарушения не повлияли на итоги.
Каденция 2001—2006 годов была последней, дозволенной Мусевени Конституцией. Однако в 2005 году были подготовлены конституционные изменения, позволяющие президенту избираться снова. Хотя президент демонстративно дистанцировался от этого процесса, он был единственным бенефициаром сделанных поправок. В 2005 году парламент отменил ограничение на количество президентских сроков, одновременно легализовав политические партии.
Следующие выборы прошли в 2006 году (первые выборы после возврата многопартийной системы), когда Мусевени с 57 % голосов опять победил Бесидже (37 %). Бесидже снова отказался признать результаты и пытался оспорить их в суде. Верховный суд, как и в 2001 году, обнаружил нарушения, но подтвердил итоги.
Следующие выборы прошли в феврале 2011 года. На очередную критику со стороны своего оппонента Мусевени ответил так:
Мы его поймаем и съедим как пирог (англ. We will catch him and eat him like a cake)
На выборах в 2016 году президент Мусевени с результатом 60,62 % вновь был переизбран.
На выборах в 2021 году президент Мусевени с результатом 58,64 % вновь был переизбран.

### Вторая гражданская война
Придя к власти, Й. Мусевени столкнулся с крупной вооружённой оппозицией в стране. После взятия Кампалы НДС продолжал преследовать остатки армии Окелло, и в марте 1986 года её бойцы вступили на территорию проживания племён ачоли, к которым относился свергнутый глава государства. В том же месяце несколько бойцов Народно-освободительной армии Уганды, найдя убежище в Южном Судане, образовали Народно-демократическую армию Уганды (НДАУ), которая взяла курс на борьбу за интересы ачоли. В борьбе с НДАУ правительственные войска совершали зверства по отношению к мирному населению. К концу года правительственные войска взяли преимущество над НДАУ, и многие повстанцы дезертировали из своих отрядов, перейдя на сторону также оппозиционного Движения Святого Духа.
В 1987 году Движение Святого Духа под предводительством Элис Ауна, принявшей имя Лаквена, подняли восстание против правительства Мусевени. После поражения восстания под руководством двоюродного брата Лаквены Джозефа Кони возникла Армия сопротивления Господа, поставившая своей целью свержение правительства Мусевени и создание теократического государства на основе библейских заповедей. Кроме этого против правительства выступили сторонники свергнутого президента Иди Амина из Объединённых демократических сил и Фронта западного берега Нила.
Й. Мусевени объявил в стране чрезвычайное положение, после чего поручил своему брату Салим Салеху и генерал-майору Давиду Тинаяфунзе взять командование над военными действиями против повстанцев. Правительственные войска развернули террор в Северной Уганде. Солдаты заживо сжигали людей в их домах, насиловали мужчин и женщин, убивали мирных жителей, в основном представителей ачоли и т. д. Мусевени наложил запрет на действие СМИ, и журналистам было запрещено посещать районы боевых действий.
По итогу оппоненты президента были признаны международным судом террористической организацией и постепенно потеряли военный и политический потенциал.

### Экономическое развитие
Став президентом, Мусевени получил тяжёлое наследство: режимы Иди Амина и Милтона Оботе, а также пятилетняя гражданская война разрушили экономику Уганды. Страна погрязла в коррупции и нищете. Спустя семь месяцев после прихода к власти правительство начало проводить экономические реформы в стране. «У меня есть миссия: превратить Уганду из отсталой страны в развитую страну», — заявлял Й. Мусевени.
В 1980—1990-х годах Уганда была вынуждена жёстко следовать неолиберальному курсу, предписанному МВФ и Всемирным Банком взамен за предоставленные кредиты (хотя ещё в 1986 году Й. Мусевени заявлял: «Политика МВФ не отвечает подлинным интересам Африки»). Экономические реформы дали свой результат. В страну вернулся Красный крест. Правительство установило новые торговые отношения с США и другими государствами. Всемирный банк предоставил стране кредиты на покупку оборудования, ремонт дорог и улучшение коммунальных услуг. Было заявлено, что правительство «за хорошие отношения со всеми странами, кроме ЮАР и Израиля».
К концу 1990-х экономическое положение страны улучшилось, что позволило правительству сместить акценты: начиная с 1997 года, особое внимание начали уделять борьбе с бедностью. Был принят особый план «искоренения» абсолютной бедности до уровня менее 10 % к 2017 году. Правительство рассчитывало достичь его, сочетая грамотное экономическое управление (экономическая стабильность, создание инвестиционного климата) с развитием человеческих ресурсов. И действительно, показатели абсолютной бедности снизились с 44 % в 1997 году до 35 % в 2000 году; к 2005 году этот показатель оценивался в 31 %. В 2012—2013 году — всего лишь уже 20 %. Борьба с абсолютной бедностью достигалась преимущественно за счет оптимизации сельского хозяйства: освоения новых посевных площадей, роста цен на сельхозпродукцию, а также улучшения доступа к рынкам сбыта, в том числе зарубежным (прежде всего, благодаря развитию дорожной сети). При этом производительность труда оставалась на прежнем низком уровне.
Темпы промышленного развития 2005—2010 года были весьма высокими: рост ВВП около 8 % в год, в отдельных сферах — ещё выше (например, в 2005—2006 гг. рост ВВП в промышленности оценивался в 14,7 %). Рост сопровождался ростом объёма инвестиций в 1,5 раза за пятилетку 2001—2006 гг. После 2010 года темпы были несколько ниже, чем раньше, но все равно составляли около 5 % в год. Правительство установило тесное сотрудничество с Китаем, который постепенно стал основным кредитором и подрядчиком крупных инвестиционных проектов. Показателен тот факт, что драйвером экономического роста Уганды признается строительный сектор, благодаря серьёзным вложениям в инфраструктуру страны (прежде всего, строительство дорог и гидроэлектростанций) и развитию нефтедобычи.

### Коррупция
В момент прихода к власти Й. Мусевени Уганда входила в список стран, где администрация считалась одной из самых коррумпированных, а экономика была одной из самых нищих в мире. В борьбе с коррупцией президент выдвинул ряд реформ, включавших следующее:
1. Назначение генерального инспектора правительства для расследования коррупции и нарушений прав человека и обнародование результатов.
2. Реформа органов власти, направленная на создание меньшей, лучше оплачиваемой и более эффективной администрации.
3. Децентрализация принятия решений — передача полномочий и ответственности от центрального правительства частному сектору и группам волонтеров на местах.

Несмотря на это, авторитарное правление сопровождается примерами коррумпированности политической элиты и лично семьи президента, хотя сам Мусевени всегда отрицал это. Лично президент всегда старался представить себя простым человеком, который не любит роскошь и готов довольствоваться простыми вещами и пищей.
Сторонники считают его «африканским политиком новой волны», а противники — «архитектором восстановления средневековой империи тутси», за «вмешательства во внутренние дела Руанды и ДР Конго с целью поддержки своих соплеменников».

## Семья
- Сын Мухузи Кайнеругаба[англ.] — командующий вооружёнными силами Уганды.